# 峡谷㹴
峡谷㹴（愛爾蘭語：Brocaire Uí Mháil）是㹴類犬的品種和四個愛爾蘭獵犬品種之一。它有時被稱為愛爾蘭峡谷㹴或威克洛㹴，愛好者通常短叫格倫（Glen）。
属于小型犬的一種，毛发长度中等，力量较大。身体的长度比例大于高度。
峽谷㹴曾經處於滅絕邊緣，在20世紀獲得關注並加以繁殖，但至今仍被認為是最稀有的犬種之一，亦是最不為人知的愛爾蘭梗犬品種。英國養犬俱樂部將牠視為脆弱的本地品種，每年登記的幼犬少於300隻，目前全球的數量估計為3,100隻。

## 外部連結
- 中的“峡谷㹴”